# Orleaanboom
De orleaanboom of anattoboom (Bixa orellana), Surinaams-Nederlands Koesoewe- of Koesweboom, is een struik of boom in Zuid-Amerika die zijn faam dankt aan de gele tot rode kleurstof (anatto) die uit de vrucht gewonnen wordt.
De soort wordt soms gesplitst in twee of meer soorten. Dit leidt tot de curieuze situatie dat deze soort door sommigen wordt beschouwd als een eigen familie en door anderen als niet meer dan een van de soorten in een van de genera in deze familie.
Ook buiten het natuurlijke verspreidingsgebied (tropisch Zuid-Amerika) wordt de orleaanboom gekweekt, onder andere in tuinen. De orleaanboom is een tot 6 meter hoge struik of zelden een tot 10 meter hoge boom. De jonge twijgen hebben een roodbruine beharing. De bladeren zijn afwisselend geplaatst, langgesteeld, smal hartvormig, toegespitst, lichtgroen en kunnen tot 25 cm lang worden. Aan de basis van de bladschijf ontspringen drie tot vijf, vaak roodachtige, nerven.
De roze of zelden witte bloemen groeien in eindelingse pluimen. Ze zijn vijf cm in diameter, hebben vijf kelk- en vijf kroonbladeren en vele meeldraden. De vruchten zijn tot 4 cm groot, rood, eivormig en zijn overdekt met zachte borstelharen. De vruchten zijn doosvruchten die tweekleppig opensplijten, waarbij tot vijftig zaden tevoorschijn kunnen komen (zie foto). Uit de vlezige zaadrok wordt anatto, een felrode kleurstof, gewonnen. Deze kleurstof wordt verwerkt in lippenstift, in zeep en, onder codenummer E160[b], in levensmiddelen als kaas en margarine. In Midden Amerika en de noordelijke Caribische eilanden wordt het poeder gebruikt om eten op smaak te brengen.
De indianen uit tropisch Amerika gebruikten de kleurstof voor het beschilderen van de huid en het verven van haar. Zo'n geverfde groep indianen viel in 1541 Francisco de Orellana aan op zijn tocht door Zuid-Amerika. Later is de plant naar hem vernoemd.
De soort staat op de Rode Lijst van de IUCN geklasseerd als 'niet bedreigd'.